# چریومنویه
چریومنویه (به لاتین: Cheryomnoye) یک منطقهٔ مسکونی در روسیه است که در سرزمین آلتای واقع شده‌است.